# 宮前省三
宮前 省三（みやまえ しょうぞう、1945年2月26日 - 2017年12月11日）は、日本の経営者。青山商事社長、会長を務めた。

## 経歴
広島県出身。1963年に広島県立府中高校を卒業し、1964年に青山商事に入社。1987年12月に専務に就任し、1997年6月には社長に昇格。2005年に理に社長を譲り副会長を経て、2009年6月から会長を務めた。
2017年12月11日、死去。72歳没。

## 親族
- 宮前正幸（長男、青山商事執行役員）[1]
- 青山五郎（義兄、青山商事創業者）
- 青山行雄（義兄の兄、讀賣テレビ放送社長）
- 青山春雄（義兄の兄、第3代広島県府中市長）